# Quartier libre (journal)
Pour les articles homonymes, voir Quartier Libre.
Quartier libre est le magazine de la communauté étudiante de l'Université de Montréal. Il est fondé en 1993 à la suite de la disparition du journal Le Continuum, ex-journal de la Fédération des associations étudiantes du campus de l'Université de Montréal. La disparition du journal Le Continuum, sous la direction de José Marianne Proulx en 1991-1992, puis de André C. Passiour en 1992-1993, est survenue à la suite d'un schisme entre l'ancienne équipe rédactionnelle du Quartier latin et la FAÉCUM, alors dirigée par François Rebello. L'ancienne équipe du Quartier Latin fonda le journal L'Affranchi qui fut publié parallèlement au Continuum. 
Quartier libre est produit par Les Publications du Quartier Libre Inc. et était, avant la crise de la Covid-19, publié toutes les deux semaines durant l'année scolaire, soit environ 16 numéros par an. Sa taille variait selon les numéros, oscillant entre 20 et 28 pages.
Depuis septembre 2021, Quartier libre est un magazine mensuel de 28 pages publié aux sessions d'automne et d'hiver. Il est divisé en trois pupitres : Campus, Société et Culture. Quartier libre propose également une émission de radio hebdomadaire sur les ondes de CISM 89.3 FM, et des brèves Web quotidiennes sur son site Web www.quartierlibre.ca.
Le journal est financé par une cotisation des étudiantes et des étudiants de l'Université de Montréal  et par des revenus de publicités.

## Historique

Logo avant 2008

Quartier libre est le magazine des étudiantes et des étudiants de l’Université de Montréal (UdeM). Son nom fait écho au Quartier latin, pendant longtemps le journal des étudiants de l’université, et à un poème de Jacques Prévert. C’est Jean-François Nadeau qui suggéra de donner ce nom au nouveau journal lors d’une réunion en 1993. 
Organe de diffusion indépendant de la direction de l’UdeM, Quartier libre est un bimensuel distribué à plus de 10 000 exemplaires sur et autour du campus. Quartier libre compte sur la collaboration d'étudiants (dans différents domaines d’étude) de l’UdeM. Il se veut un journal école, un tremplin pour les étudiants qui souhaitent faire carrière en journalisme. 
Il se donne comme mandat de traiter de tous les sujets chauds du campus de l’UdeM et d’ailleurs, de faire des analyses sur des thèmes de société, nationaux et internationaux et enfin de promouvoir la culture émergente peu couverte par les autres journaux québécois. 
Innovateur et dynamique, il est nommé « meilleur journal étudiant du Canada » par Paul Wells, chroniqueur au magazine canadien Maclean's.
L’ensemble de la rédaction est rémunéré pour son travail.

## Prix et distinctions
En 2005, Quartier libre est qualifié de meilleur journal étudiant universitaire au Canada, par le magazine Maclean's.
En 2013, 2015 et 2019, Quartier libre est nommé meilleur journal étudiant universitaire au Québec, lors du concours de la presse étudiante organisé par les amis du Devoir du journal éponyme, Le Devoir.